# Швейцарские Альпы

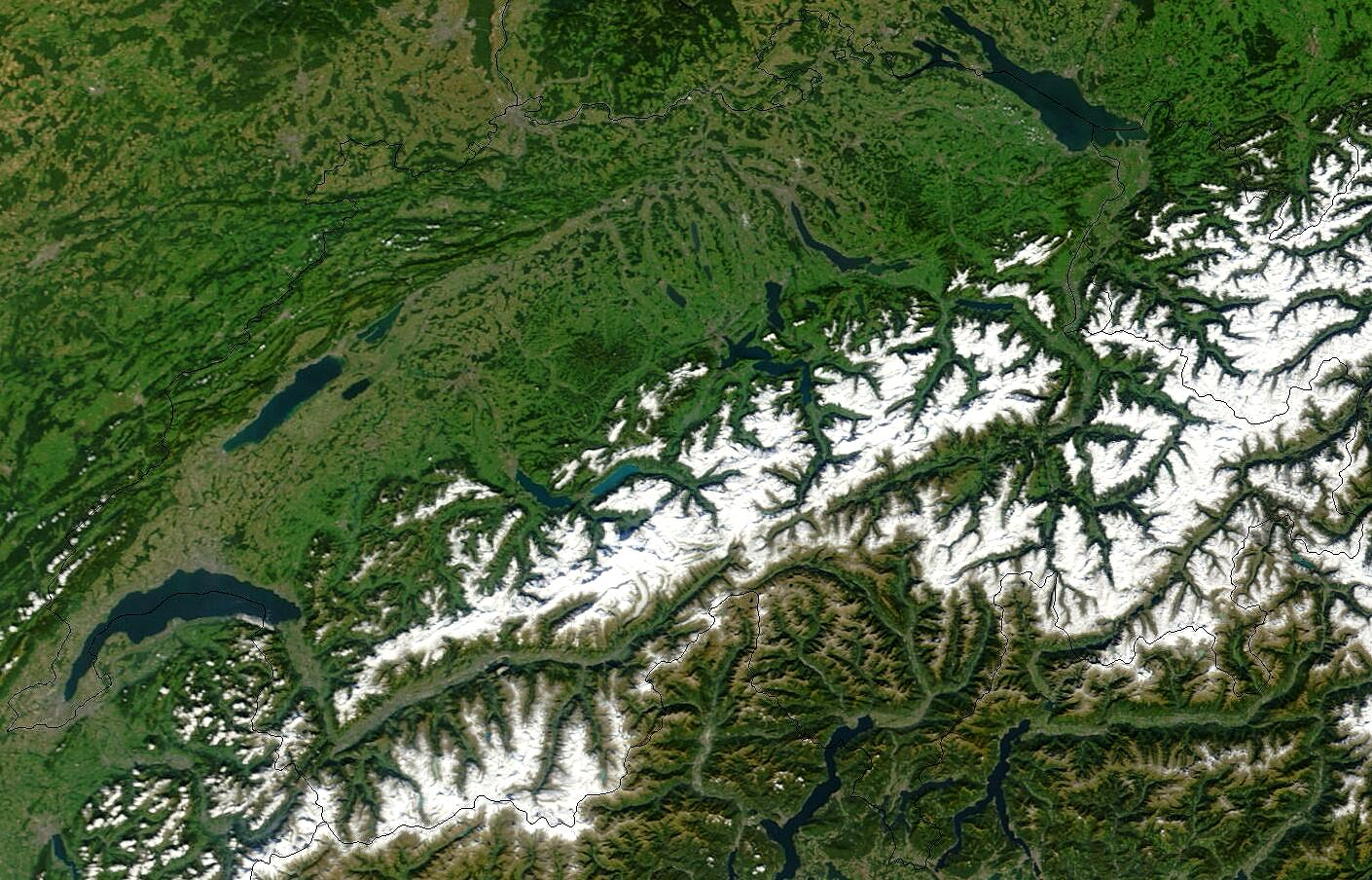
Спутниковый снимок Швейцарии с октября 2002 г.; на северной стороне Альп районы, расположенные выше 2000 м, покрыты снегом; кантон Тичини (на южной стороне) ранней осенью почти бесснежный

Швейцарские Альпы (нем. Schweizer Alpen) — регион Швейцарии, главная природная достопримечательность страны. Вместе с Швейцарским плато и швейцарской частью Юрских гор являются одним из трёх её основных физиогеографических регионов. Швейцарские Альпы простираются через Западные Альпы и Восточные Альпы, охватывая территорию, которую иногда называют «Центральными Альпами».
В то время как северные перевалы от Бернских Альп до Аппенцелльских Альп полностью находятся на территории Швейцарии, южные перевалы Монблана в Бернском массиве находятся на территории других стран, таких как Франция, Италия, Австрия и Лихтенштейн.
Швейцарские Альпы покрывают почти все самые высокие горы Альп, такие как Монте-Роза (4634 м), Дом (4545 м), Лискамм (4527 м), Вайссхорн (4 506 м) и Маттерхорн (4 478 м). Другие высокие вершины можно найти в списке гор Швейцарии.
С древности и времен Средневековья переход через Альпы играл важную стратегическую роль в истории. Регион к северу от массива Сен-Готард стал центром Швейцарской Конфедерации в начале XIV века.
Среди высоких гор скрываются живописные озёра: горные вершины неприступной крепостью окружают озеро Люцерн, Боденское озеро, Женевское озеро.
Изменения климата оказывает сильное влияние на Швейцарские Альпы. В 2019 году учёные подсчитали, что за последние 30-40 лет потеряно около 700 ледников из-за таяния льда и снега. Некоторые климатологи предполагают, что большинство альпийских ледников может исчезнуть в течение столетия, что приведет к образованию множества озёр. Таким образом увеличится риск для людей и животных: горные склоны будут представлять большую опасность для людей и животных из-за камнепадов и оползней.